# توافق‌نامه امنیتی ایران و عراق برای خلع سلاح احزاب کرد ایرانی
توافق‌نامه امنیتی ایران و عراق برای خلع سلاح احزاب کرد ایرانی که با عنوان توافق‌نامه امنیتی تهران-بغداد نیز شناخته می‌شود، یک توافق‌نامه امنیتی میان ایران و عراق بود که در اسفند ماه سال ۱۴۰۱ به امضا رسید. بر طبق این توافق، ایران تا ۲۸ شهریور ماه سال ۱۴۰۲ به عراق مهلت داد، تا احزاب کرد ایرانی مستقر در اقلیم کردستان عراق را خلع سلاح و اردوگاه‌های نظامی آنان را تعطیل کند. این توافق‌نامه امنیتی، در تاریخ ۲۸ اسفند ۱۴۰۱ میان علی شمخانی دبیر پیشین شورای عالی امنیت ملی ایران و قاسم الاعرجی، مشاور شورای امنیت ملی عراق و با حضور محمد شیاع السودانی نخست‌وزیر عراق، امضا شد. توافق‌نامه امنیتی میان تهران و بغداد، ۶ ماه پس از حملات موشکی و پهبادی سپاه پاسداران به مقر احزاب کرد ایرانی مستقر در اقلیم کردستان عراق، در بغداد منعقد شد.

## بندهای توافق‌نامه
هر چند که در رسانه‌های وابسته به جمهوری اسلامی و رسانه‌های عراقی و رسانه‌های دولت خودمختار کردستان عراق، هرگز به صورت کامل به بندها و مفاد این توافق‌نامه امنیتی اشاره نشد، اما اظهار نظرهای مقامات هر دو کشور حکایت از آن داشت که خلع سلاح احزاب کرد ایرانی مستقر در اقلیم کردستان عراق و انتقال اعضای این احزاب به کمپ و دور کردن آنان از مرزهای شمال غرب ایران، از بندهای این توافق‌نامه امنیتی بوده است. همچنین ناصر کنعانی سخنگوی وزارت امور خارجه ایران، در یک نشست خبری اعلام کرد که: تحویل دادن افراد تحت تعقیب که در عضویت این احزاب هستند نیز بخشی از توافق‌نامه امنیتی میان تهران و بغداد است. کنعانی همچنین اعلام کرد که دولت ایران، نمایندهٔ ویژه دبیرکل سازمان ملل متحد در عراق را در جریان اقدامات ایران در این مورد قرار داده است و مقامات دولت اقلیم کردستان عراق نیز، از دیدگاه‌ها و خواست ایران اطلاع دارند و در گفتگوهای مختلف خواسته‌های دولت ایران به آنان ابلاغ شده است. بخش دیگری از این توافق‌نامه امنیتی نیز، دولت عراق را ملزم می‌کرد که نیروهای حکومت مرکزی عراق را در مرزهای مشترک میان ایران و اقلیم کردستان عراق مستقر کند تا از ورود عوامل احزاب کرد به خاک ایران جلوگیری به عمل آید.

## تهدیدها
بعد از توافق‌نامه امنیتی میان ایران و عراق برای خلع سلاح احزاب کرد ایرانی، نیروهای مسلح ایران، تهدید کردند که چنانچه تا پایان ضرب الاجل تعیین شده برای اجرای توافق‌نامه امنیتی، خواسته‌های دولت ایران برآورده نشود و احزاب کرد ایرانی همچنان مسلح باشند، آنان حملات خود به اردوگاه‌های احزاب کرد ایرانی مستقر در اقلیم کردستان عراق را با شدت بیشتری از سر خواهند گرفت. این تهدیدات در شهریور ماه ۱۴۰۲ و با نزدیک شدن به پایان ضرب الاجل تعیین شده، شدت بیشتری گرفت و به تیتر اصلی خیلی از خبرگزاری‌های داخلی و خارجی تبدیل شد. همچنین در روزهای منتهی به پایان ضرب الاجل، مقامات ایران بارها اعلام کردند که مهلت معین شده برای خلع سلاح احزاب کرد در عراق، به هیچ وجه تمدید نخواهد شد.

## واکنش احزاب کرد ایرانی به درخواست خلع سلاح و انتقال به کمپ‌های غیرنظامی
رادیو بین‌المللی فرانسه، چند روز پیش از پایان ضرب الاجل برای خلع سلاح احزاب کرد ایرانی، به نقل از خبرنگار خود در اقلیم کردستان عراق، از آمادگی احزاب کرد ایرانی مستقر در اقلیم کردستان عراق، برای مقابله با تهدیدات ایران خبرداد. بعضی از کادرهای رده بالای احزاب کرد نیز، اعلام کردند که خلع سلاح خط قرمز آنان است و برای جلوگیری از خلع سلاح، آماده اند که با جمهوری اسلامی بجنگند.یکی از اعضای دفتر سیاسی حزب کومله کردستان ایران در مصاحبه ای که با شبکه العربیه داشت گفت: ما هرگز تن به خواسته‌های ایران نمی‌دهیم، اگر خلع سلاح نیروهایمان و ترک مناطق از ما خواسته شود، هرگز به آن تن نخواهیم داد و انتقال به کمپ را نیز نخواهیم پذیرفت. حزب دموکرات کردستان ایران، چند روز پیش از پایان ضرب الاجل تعیین شده، خواستار حمایت بین‌المللی، برای به گفته این حزب «حمایت از پناهندگان کرد ایرانی در خاک اقلیم کردستان عراق» در قبال حملات احتمالی جمهوری اسلامی به اردوگاه‌های احزاب کرد شد.

## واکنش مقامات دولت اقلیم کردستان عراق
ناظم دباغ، نمایندهٔ دولت اقلیم کردستان عراق در ایران، مستقیماً به این موضوع واکنش نشان نداد، اما در مصاحبه با صدای آمریکا گفت: «ما چندین بار اعلام کرده‌ایم اگر این احزاب فعالیتهای خود را محدود نکنند ایران دست بردار آنها نیست اما عده‌ایی این موضوع را قبول و تأیید نمی‌کنند آنها گمان می‌کنند که ما دشمن احزاب کرد هستیم در حالیکه آن زمان که ما به کردهای ایرانی کمک کردیم آنها اصلاً وجود نداشتند.» سلام عبدالخالق، مدیر رسانه و روابط عمومی آژانس امنیت اقلیم کردستان عراق، دربارهٔ این موضوع، ابراز بی اطلاعی کرد. صدای آمریکا، با جوتیار عادل سخنگوی دولت اقلیم کردستان عراق تماس گرفت، اما او در دسترس نبود. پیشوا هورامانی، سخنگوی دولت اقلیم کردستان عراق نیز در گفتگو با یکی از خبرگزاری‌ها گفت: «مقامات کردستان عراق نمی‌خواهند طرفی در مشکلات بین جمهوری اسلامی و مخالفان کرد آن باشند. ما نمی‌خواهیم از خاک اقلیم کردستان برای حمله به هیچ‌یک از همسایگانمان استفاده شود» و افزود که: «کردستان عراق نیز نباید مورد هدف دولت‌های همسایه قرار گیرد.» همچنین هورامانی خواستار مذاکره میان دولت ایران و احزاب کرد ایرانی شد و از دولت عراق خواست تا در برابر تهدیدات کشورهای همسایه بر حاکمیت خود تأکید کند.

## مواضع دولت مرکزی عراق
محمد شیاع السودانی نخست‌وزیر عراق، در گفتگو با نور نیوز، که اخبار مربوط به شورای عالی امنیت ملی ایران را انعکاس می‌دهد، گفت: «اجرای کامل توافق امنیتی با ایران را با جدیت ادامه می‌دهیم.» سودانی در ادامه افزود: «خود را موظف می‌دانیم که نگرانی‌های امنیتی تهران را از بابت جریان‌های تروریستی مستقر در اقلیم کردستان برطرف کنیم و به همین منظور تاکنون بیش از دویست میلیون دلار برای این موضوع هزینه کرده و بیش از سه هزار نیروی ارتش ملی را در سراسر مرزهای ایران و اقلیم مستقر کرده‌ایم.» او در ادامه بر تعهد دولت عراق برای مهار احزاب کرد مستقر در اقلیم کردستان عراق تأکید کرد.محمدکاظم آل صادق سفیر ایران در عراق نیز، در اظهاراتی اعلام کرد که: ارادهٔ دولت فدرال عراق، برای اجرای توافق نامهٔ امنیتی و دور کردن احزاب کرد از مرزهای ایران جدی است و افزود که تهران در سایه توافق امنیتی، همزمان موضوع خلع سلاح این احزاب را نیز پیگیری خواهد کرد.

## دیگر واکنش‌ها
دیوید رومانو استاد سیاست خاورمیانه در دانشگاه میزوری، در گفتگویی که با بخش فارسی صدای آمریکا داشت، خطر اخراج احزاب کرد را بیشتر از هر زمان دیگری واقعی و جدی دانست. تحلیل دیوید رومانو این بود که با توجه به توقف صادرات نفت اقلیم کردستان عراق به ترکیه و از طرفی وابستگی کامل دولت اقلیم کردستان به حکومت مرکزی عراق، بغداد برای اعمال فشار بر اقلیم، اهرم‌های فشار زیادی در اختیار دارد و حتی خودمختاری آنها را هم تهدید می‌کند. رومانو بر این باور بود که دولت مرکزی عراق، از ایران حرف‌شنوی دارد و همین امر می‌تواند باعث تسهیل اخراج احزاب کرد ایران از عراق شود. وی همچنین از بابت بازگرداندن اجباری اعضای این احزاب به ایران ابراز نگرانی کرد و گفت که در صورت تحویل دادن اعضای این احزاب به جمهوری اسلامی، آنان با خطر اعدام رو به رو خواهند شد و در جمع‌بندی نهایی، نظرش این بود که در صورت اخراج احزاب کرد ایران از خاک عراق آنها نباید به ایران بازگردانده شوند و در معاهدات بین‌المللی، اخراج آنها به یک کشور ثالث، منع قانونی ندارد و می‌توان آنها را به کشور ثالث فرستاد.

## انتقال به کمپ
فؤاد حسین وزیر امور خارجه عراق، در سفرش به ایران، در یک کنفرانس مطبوعاتی که با همتای ایرانی خود امیر عبدالهیان داشت، اعلام کرد که اردوگاه‌های احزاب کرد ایران تعطیل و اعضای آنان به کمپ‌هایی دور از مرز ایران و در عمق کردستان عراق منتقل خواهند شد. زمزمه‌هایی از انتقال اعضای احزاب کرد به استان الانبار در غربی‌ترین بخش عراق نیز شنیده می‌شد که با مخالفت مقامات محلی این استان و سران عشایر و قبایل مواجه شد. محمد کاظم آل صادق سفیر ایران در عراق، در گفتگوی خود با شبکه العالم اعلام کرد که روند دور کردن این احزاب از مرزهای ایران و انتقال اعضای این احزاب به کمپ آوارگان آغاز شده است.

## چالش‌ها
در حالی که مقامات ایرانی از همکاری بغداد برای اجرای توافق‌نامه امنیتی سخن می‌گفتند برخی از مقامات نظامی و امنیتی ایران، دولت اقلیم کردستان عراق را به اخلال در روند توافق‌نامه امنیتی متهم می‌کردند. آنها می‌گفتند: «بارزانی‌ها در تمام واکنش‌های خود تنها یک جمله را مرتباً تکرار می‌کنند: «ما اجازه نمی‌دهیم از خاک اقلیم کردستان، تهدیدی متوجه کشورهای دوست و همسایه شود و هیچ گروهی حق ندارد از خاک عراق برای تعرض به کشورهای همسایه استفاده کند!» اما به گفته برخی مقامات امنیتی ایران، دولت اقلیم کردستان عراق، هرگز به قول خود عمل نکرده و کردستان عراق را به پناهگاهی امن برای فعالیت‌های نظامی احزاب کرد ایران و تردد آنها به داخل خاک ایران تبدیل کرده است.

## خلع سلاح
با پایان ضرب الاجل تعیین شده برای اجرای توافق‌نامه امنیتی، برخی از خبرگزاری‌ها به نقل از شبکه المیادین، از خلع سلاح احزاب کرد ایران خبر دادند. اما بسیاری از خبرگزاری‌ها، با احتیاط در این باره خبر رسانی کرده و خلع سلاح را به‌طور کامل تأیید نکردند.

## تخلیهٔ اردوگاه‌ها
با پایان ضرب الاجل تعیین شده برای اجرای توافق‌نامه امنیتی، برخی از خبرگزاری‌ها، اعلام کردند که احزاب کرد ایران، اردوگاه‌های نظامی خود را تخلیه کرده‌اند. خبرگزاری دویچه وله، ۲ روز پیش از پایان ضرب الاجل، اعلام کرد که حزب دمکرات کردستان ایران پس از سه دهه، مقر اصلی خود در کویسنجق معروف به (قلعه دمکرات) را ترک کرده است. مقر اصلی حزب دمکرات کردستان ایران، پیش تر در سال ۱۳۷۴ به فرماندهی احمد کاظمی توپ باران شد. و پس آن، در شهریور ۱۳۹۷ نیروی هوافضای سپاه پاسداران مقر فرماندهی حزب دمکرات کردستان ایران را با شلیک ۷ موشک کوتاه برد زمین به زمین فاتح ۱۱۰ از فاصلهٔ ۲۲۰ کیلومتری مورد هدف قرار داد که در نتیجه این حملات ۱۵ عضو این حزب کشته و بیش از ۴۰ نفر زخمی شدند. و در ۲۸ شهریور ۱۴۰۱ سپاه پاسداران، با موشک‌های زمین به زمین فتح ۳۶۰ و پهبادهای شاهد ۱۳۶ مقر حزب دمکرات کردستان ایران و چند حزب دیگر کردستان ایران را بمباران کرد که در نتیجه این حملات ۱۳ نفر کشته و ۵۸ نفر زخمی شدند. این حملات به احزاب کرد مستقر در اقلیم کردستان عراق در روزهای بعدی نیز ادامه یافت و تا ۳۰ آبان ۱۴۰۱، برخی از خبرگزاری‌ها، شمار کشته شدگان احزاب کرد در حملات ۱۴۰۱ را تا ۲۶ نفر برآورد کردند.

## اظهارات مقامات ایران و عراق پس از پایان ضرب الاجل
سید ابراهیم رئیسی، چند روز پس از پایان ضرب الاجل قید شده در توافق‌نامه امنیتی تهران با بغداد، خواهان راستی آزمایی برای اطمینان کامل از اجرای این توافق‌نامه شد. او در روز ۳۱ شهریور ۱۴۰۲ در مراسم رژه نیروهای مسلح ایران، خواستار اعزام کارشناسان ایرانی به اقلیم کردستان عراق، برای بررسی و حصول اطمینان از خلع سلاح کامل احزاب کرد ایران و تخلیه اردوگاه‌های آنان شد. دلشاد شهاب سخنگوی دولت محلی اقلیم کردستان عراق، یک روز پس از پایان ضرب الاجل، اجرای این توافق‌نامه را به نفع همه اهالی منطقه دانست و اظهار داشت: «دولت محلی اقلیم کردستان عراق و نهادهای امنیتی آن با موفقیت این پرونده را مدیریت کردند.»

## طرح اخراج از خاک عراق
سرلشکر محمد باقری رئیس ستاد کل نیروهای مسلح ایران، چند روز پس از پایان ضرب الاجل تعین شده برای خلع سلاح احزاب کرد ایران، ضمن تشکر از دولت مرکزی عراق برای اجرایی کردن بخشی از توافق‌نامه، خواهان اخراج احزاب کرد ایران از کل خاک عراق شد. او در گفتگویی تلویزیونی که در حاشیهٔ رژه نیروهای مسلح ایران در سالروز آغاز جنگ ایران و عراق داشت، گفت: «قرارمان در این بود که این گروهک‌ها ۲۸ شهریورماه به‌طور کامل خلع سلاح شده باشند. اما آنچه در این مهلت شش‌ماهه رخ داد، این بود که فقط قدری از مرزهای کشور ما فاصله گرفته‌اند. آنچه در متن قرارداد دبیران شورای عالی امنیت دو کشور آمده، کاملاً باید انجام شود. رئیس‌جمهور محترم فرمودند؛ در کل منطقه اقلیم و همه عراق، نیروهای تجزیه‌طلب تروریست مسلح نباید حضور داشته باشند. این تروریست‌ها باید به‌طور کامل خلع سلاح و از عراق اخراج شوند. رئیس‌جمهور فرمودند که نیروهای مسلح چند روزی مهلت بدهند و صبر کنند، ما برای چند روز صبر خواهیم کرد و تیم‌های ناظر را به این منطقه می‌فرستیم تا بررسی کنند که آیا این خلع سلاح به‌طور کامل انجام شده است یا خیر.»
در دی ماه ۱۴۰۲ حدود ۴ ماه پس از ضرب الاجل تعین شده برای خلع سلاح احزاب کرد ایرانی مستقر در شمال عراق، نمایندگان ایران و عراق مجدداً کمیته ای را بدون حضور نماینده دولت خودمختار کردستان عراق در بغداد برگزار کردند. محور این نشست، نارضایتی طرف ایرانی از عملی نشدن تعهدات دولت عراق در خصوص خلع سلاح احزاب کرد ایرانی و اخراج آنان از خاک عراق بود. قاسم الاعرجی مشاور امنیت ملی عراق، در نشست این کمیته، اعلام کرد که متعهد به توافق‌های صورت گرفته است و تا یک ماه دیگر (پس از نشست) این تعهدات در راستای خلع سلاح و اخراج احزاب کرد ایرانی مستقر در شمال عراق انجام خواهد گرفت و نتیجه آن به دولت جمهوری اسلامی ایران منعکس خواهد شد.

## جابه جایی
دو سال پس از حملات پهپادی و موشکی ایران به مقر احزاب کرد ایرانی مستقر در اقلیم کردستان عراق و یکسال پس از انعقاد توافق‌نامه امنیتی تهران-بغداد، روز پنجشنبه ۱۵ شهریور ماه سال ۱۴۰۳ روند جابه جایی سه شاخه کومله از اردوگاه‌های نظامی به کمپ آغاز شد. به این ترتیب، اعضای سه جریان کومله، از اردوگاه‌های خود در زرگویز/زرجوذله به منطقه ای به نام سورداش منتقل شدند که در ۷۰ کیلومتری اردوگاه‌های قبلی آنان قرار داشت. جابه جایی کومله‌ها در حالی صورت گرفت که یکسال پیش از آن، مقر حزب دمکرات کردستان ایران در منطقه گرده چال در نزدیکی اربیل نیز تخلیه شده بود. این احزاب در زمان انتقال به کمپ، خلع سلاح شده بودند.